# Medicine Wheel

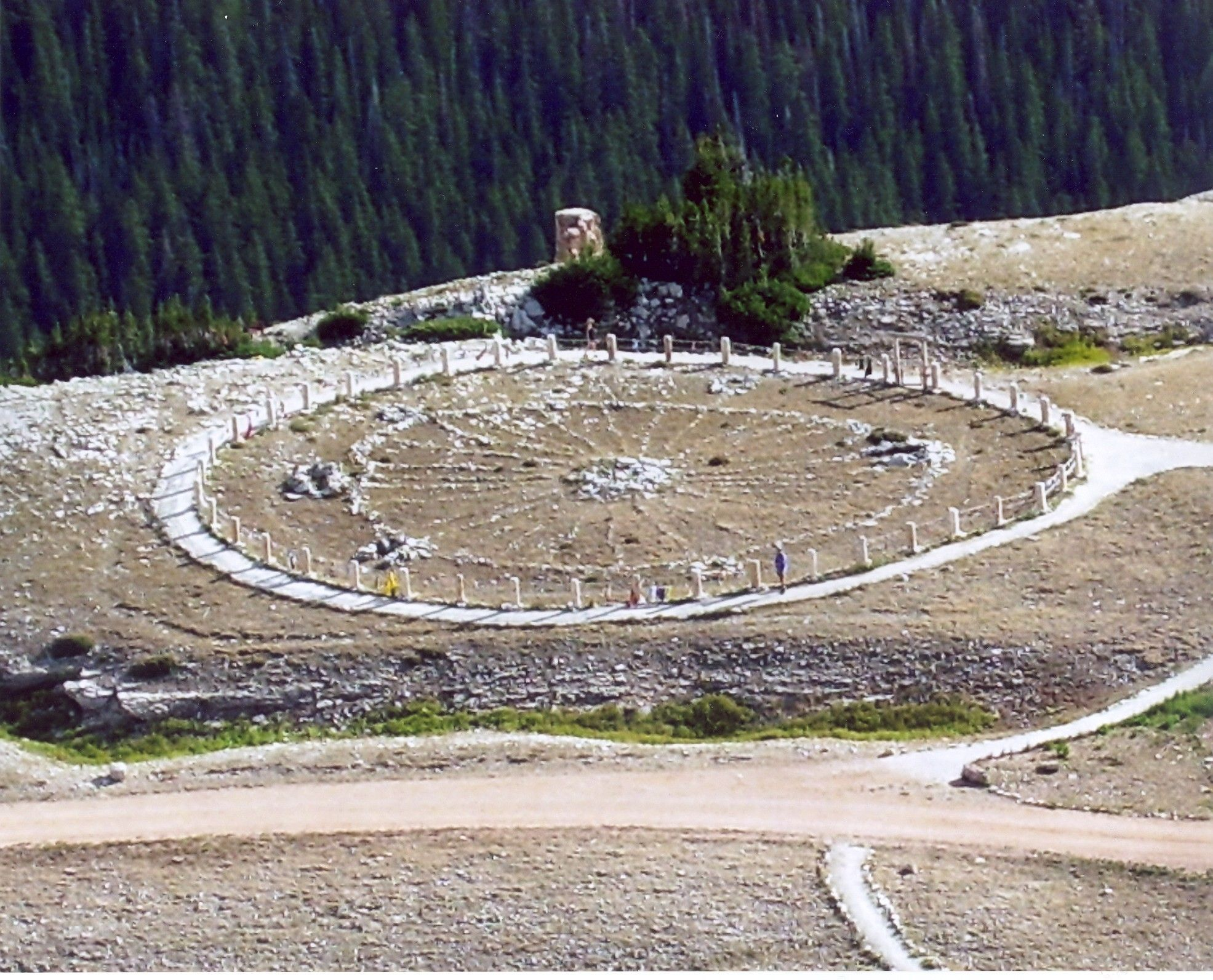
Krąg Medicine Wheel

Medicine Wheel – święte miejsce północnoamerykańskich Indian, kamienny krąg w górach Bighorn w stanie Wyoming. Dla Indian z żyjących w pobliżu plemion Arapahów, Czarnych Stóp, Wron, Szejenów, Lakotów i Szoszonów miejsce tradycyjnych pielgrzymek, modlitw, ceremonii, poszukiwania wizji i składania darów ofiarnych, wykorzystywane od czasów przed europejską kolonizacją Ameryki Północnej do dziś. Zagrożone przez turystykę masową, odkąd w 1991 roku Federalna Służba Leśna (ang. U.S. Forest Service) zaproponowała rozbudowę infrastruktury turystycznej w okolicy, rozpoczynając promocję kręgu jako lokalnej atrakcji i wyrażając zgodę na wyrąb lasu w sąsiedztwie. Jedno z wielu odwiedzanych od wieków, a obecnie zagrożonych zniszczeniem i profanacją, świętych miejsc tubylczych ludów Ameryki. Na fali popularności New Age miejsce odwiedzane także przez ludzi zainteresowanych szamanizmem, astrologią, obcymi cywilizacjami, itp.